# Papagomys armandvillei
Papagomys armandvillei is een knaagdier uit het geslacht Papagomys dat voorkomt op Flores.
P. armandvillei is een grote rat, met kleine oren, een korte staart, een gedrongen lichaam en een dichte, harde vacht, wat suggereert dat het een op de grond levende rat is die holen gebruikt. De rug is donkerbruin, de onderkant lichtgrijs. De kleine, ronde oren zijn bedekt met fijne, donkerbruine haren. De lichtbruine voorvoeten zijn kort en breed. De bruine achtervoeten zijn lang en breed. De bijna naakte, korte staart is voor het grootste deel donkerbruin. De punt (ongeveer een derde van de hele staart) kan echter zowel wit, lichtbruin als donkerbruin zijn. Per centimeter zitten er zes schubben. Op elke schub zitten drie haren. De kop-romplengte (van volwassen exemplaren) bedraagt 400 tot 435 mm, de staartlengte 330 tot 360 mm, de achtervoetlengte 81 tot 88 mm, de oorlengte 26 tot 31 mm en de schedellengte 75 tot 82 mm.
De rat eet bladeren, knoppen, fruit en bepaalde insecten. Mogelijk is hij de tegenhanger op Flores van Eropeplus canus uit Celebes.